# Marija Mironowa (1911–1997)
Marija Władimirowna Mironowa (ros. Мари́я Влади́мировна Миро́нова; ur. 1911 w Moskwie, zm. 13 listopada 1997 tamże) – radziecka aktorka filmowa i głosowa. Matka aktora Andrieja Mironowa. 
Pochowana na Cmentarzu Wagańkowskim w Moskwie.

## Nagrody i odznaczenia
- Zasłużony Artysta RFSRR (1956)
- Ludowy Artysta RFSRR (1978)
- Ludowy Artysta ZSRR (1991)

## Wybrana filmografia

### Role filmowe
- 1938: Wołga-Wołga

### Role głosowe
- 1953: Koncert w lesie
- 1969: Kapryśna królewna jako Królowa
- 1984: Doktor Ojboli